# 巴音傲瓦乡
巴音傲瓦乡是中华人民共和国新疆维吾尔自治区塔城地区和布克赛尔蒙古自治县下辖的一个乡镇级行政单位。

## 行政区划
巴音傲瓦乡下辖以下地区：
阿拉腾布拉格村、克勒根特村、谢木尼仁库热村、布呼特村、尕格茨呼都格村和乔鲁呼都格村。

## 交通
- 318省道